# 劉尚清

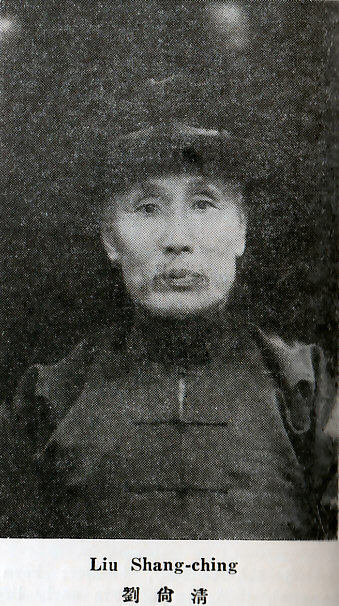
《中国名人录（第四版）》中的劉尚清照片

劉尚清（1868年—1947年2月20日）字海泉，盛京将軍管轄区奉天府铁岭县人，中华民国政治人物。

## 生平
劉尚清20歳成为附生，其后在私塾教学生。1911年（宣統3年），被東三省总督署度支部任用。年内升任科长，并入奉天法政学堂甲班学习。1913年4月，任奉天省财政司科长。刘尚清自奉天法政学堂毕业後，1914年入東三省官銀号任职，不久升为東三省官銀号总办。
1919年（民国8年），暂署黑龙江省財政厅厅長。翌年6月，正式被任命为黑龙江省財政厅厅長，兼任永济官銀号总办。1925年（民国14年）9月，调任中東铁路督办。1926年（民国15年）秋，升任奉天省省長兼財政厅厅長，11月兼任省立東北大学校長。1927年（民国16年）6月，被張作霖起用为北京政府農工总長。同年10月回任奉天省省长。1928年8月，辞东北大学校长职。
張学良东北易幟后的1929年（民国18年）1月，劉尚清任東北政務委員会委員。1930年（民国19年）12月，升任国民政府内政部部長。1931年5月，出席国民会议；6月兼任国民政府委员；8月兼任救济水灾委员会委员；9月兼任全国经济委员会委员；12月连任国民政府委员，免内政部部长职。
1932年（民国21年），任北平政務委員会委員。1933年5月，任軍事委員会北平分会委員。1937年（民国26年）4月，任安徽省政府委员、主席，5月兼任安徽省保安司令，9月派安徽省普通考试试务处处长，同年11月辞任安徽省政府委员、主席，同年12月免安徽省保安司令职。1941年（民国30年）12月，任監察院副院長，免国民政府委员。1943年9月再次当选国民政府委员，仍任监察院副院长职。他还曾任稽勋委员会委员。抗日战争末期，因病赴美国就医。1945年5月，任第六届中国国民党中央监察委员。抗战胜利后，一度回重庆，但因病情加剧而再度赴美国。
1947年（民国36年）2月20日，劉尚清療養期间在美国纽约病逝，享年80岁。刘尚清的棺木自美国运抵北平东北义园，用铁、木、铜三套套棺，1948年8月16日地丘，方位取西南看东北，寓意不忘东北的家乡。